# أغسطس غرانفيل ديل
أغسطس غرانفيل ديل (بالإنجليزية: Augustus Granville Dill)‏ هو ناشط حقوق الإنسان ومؤرخ أمريكي، ولد في 30 نوفمبر 1881، وتوفي في 8 مارس 1956.